# 바이오 연료

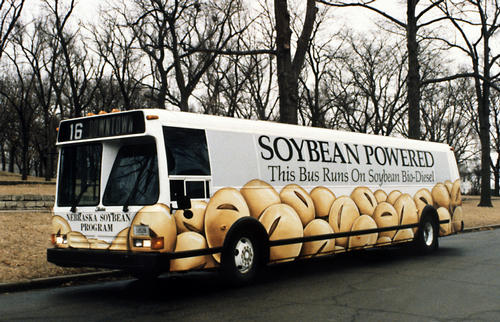

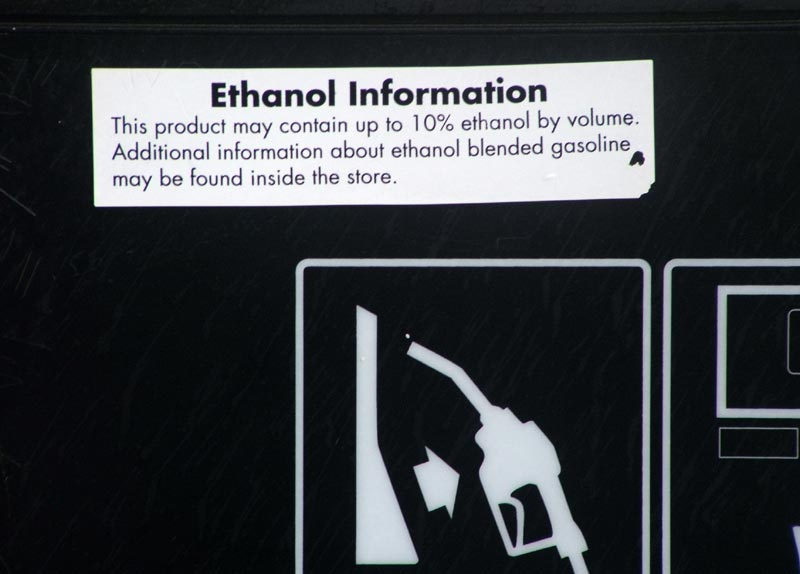

바이오 연료(영어: biofuel) 또는 생물 연료는 바이오매스(biomass)로부터 얻는 연료로 살아있는 유기체뿐만 아니라 동물의 배설물 등 대사활동에 의한 부산물을 모두 포함한다. 바이오 연료는 화석연료와는 다른 재생 가능 에너지이다. 종종 바이오 연료는 바이오에탄올과 바이오디젤을 합해 지칭하는 말로도 사용된다.
바이오 연료로 사용하기 위해 미국에서는 콩과 옥수수를 재배하거나 유럽에서는 아마씨나 평지씨 등이 재배되고 있고 가정이나 산업체의 유기물 쓰레기를 바이오 연료로 전환해 사용한다. 아직은 바이오매스를 태워서 열 에너지를 얻는 방법이 일반적이지만 자동차 연료와 전기 생산을 위한 연료로 전환하는 데 기술개발이 집중되고 있다.
바이오 연료는 2005년 세계 에너지 소비량의 15%를 담당하지만 거의 대부분 산업화 이전 단계의 국가에서 난방과 취사용으로 사용되고 있다. 선진국들은 거의 대부분 화석연료를 주 에너지원으로 하고 있으며 기술개발을 통해 바이오연료의 사용을 확대해 나가고 있다. 북유럽의 스웨덴과 핀란드는 이러한 노력으로 전체 에너지의 17%-19%를 바이오 연료를 통해 얻고 있다. 바이오 연료의 연소를 통해 대기 중으로 방출되는 이산화탄소는 대기 중의 이산화탄소 농도를 증가시키지 않는다. 바이오연료의 소비에서 방출되는 이산화 탄소는 식물의 성장을 통해 이전 몇 해 동안 대기중에서 얻은 것이므로 대기 중 이산화탄소 변화는 없다.
| 고체 연료         | 고체 연료                    | 고체 연료                   |
| 종류              | 중량대비 에너지 밀도 (MJ/kg) | 체적대비 에너지 밀도 (MJ/l) |
| ----------------- | ---------------------------- | --------------------------- |
| 나무              | 16 ~ 21                      |                             |
| 마른 풀           |                              |                             |
| 동물 배설물       |                              |                             |
| 겨                |                              |                             |
| 바가스            | 9.6                          |                             |
| 액체 연료         |                              |                             |
| 종류              | 중량대비 에너지 밀도 (MJ/kg) | 체적대비 에너지 밀도 (MJ/l) |
| 메탄올            | 19.9 ~ 22.7                  | 15.9                        |
| 에탄올            | 23.4 ~ 26.8                  | 23.4                        |
| 부탄올            | 36.0                         | 29.2                        |
| 식물성 기름       |                              |                             |
| 바이오디젤        | 37.8                         | 33.3 -- 35.7                |
| 기체 연료         |                              |                             |
| 종류              | 중량대비 에너지 밀도 (MJ/kg) | 체적대비 에너지 밀도 (MJ/l) |
| 메탄              | 55 ~ 55.7                    | 압축률에 따라 다름          |
| 수소              | 120 ~ 142                    | 압축률에 따라 다름          |
| 비교대상 화석연료 |                              |                             |
| 종류              | 중량대비 에너지 밀도 (MJ/kg) | 체적대비 에너지 밀도 (MJ/l) |
| 석탄              | 29.3 ~ 33.5                  |                             |
| 휘발유            | 45 ~ 48.3                    | 32 ~ 34.8                   |
| 경유              | 48.1                         | 40.3                        |
| 천연 가스         | 38 ~ 50                      | 압축률에 따라 다름          |

## 종류

### 고체
- 나무
- 짚 등 마른풀
- 동물 배설물
- 쌀, 콩, 땅콩, 면화 등 곡물 부산물 (겨, 껍질)

### 액체
- 바이오 에탄올 - 에탄올 연료 참고.
  - 에탄올 - 사탕수수로 생산하며 브라질에서는 자동차 연료로 사용되고 미국에서는 연료 첨가제로 사용된다. 섬유소 에탄올이 실용화되면 짚과 같은 농업 부산물로 에탄올을 생산할 수 있어 활용가치가 매우 크다.
  - 메탄올 - 현재 천연가스로부터 얻는 메탄올을 바이오매스로부터 얻을 수 있다. 현재 경제적이지 못하지만 수소 연료가 대중화되면 활용가치가 커질 것으로 보인다.
  - 부탄올은 A.B.E. 발효(Acetone, Butanol Ethanol)로부터 얻을 수 있다. 부탄올은 아무런 변형 없이 자동차 휘발유 엔진에 사용할 수 있는 장점이 있다.

- 바이오 오일은 디젤 엔진에 사용될 수 있다. :
  - Straight vegetable oil (SVO).
  - Waste vegetable oil (WVO).
  - 바이오디젤은 우지(소기름) 등 동물의 지방이나 식물성 기름을 에스터교환반응시켜 만들고 디젤 엔진에 사용될 수 있다.

- 유기물 쓰레기로부터 얻는 액체 연료:
  - 유기물 쓰레기가 썩으면서(Thermal depolymerization) 메탄과 기름 성분을 유출하고 이를 포집하여 사용할 수 있다.
    - 메탄과 기름을 쓰레기 매립지에서 관정을 설치하여 얻을 수 있다.

### 기체
- 메테인은 유기물이 썩으면서 발생하며 이것을 포집하여 연료로 사용할 수 있다.
- 목탄 가스는 나무에서 추출해 자동차 연료로 사용할 수 있다.

## 같이 보기
- 에너지 작물